# Bruceton (Tennessee)
Bruceton es un pueblo ubicado en el condado de Carroll en el estado estadounidense de Tennessee. En el Censo de 2010 tenía una población de 1.478 habitantes y una densidad poblacional de 301,46 personas por km².

## Geografía
Bruceton se encuentra ubicado en las coordenadas 36°2′2″N 88°14′49″O / 36.03389, -88.24694. Según la Oficina del Censo de los Estados Unidos, Bruceton tiene una superficie total de 4.9 km², de la cual 4.9 km² corresponden a tierra firme y (0%) 0 km² es agua.

## Demografía
Según el censo de 2010, había 1.478 personas residiendo en Bruceton. La densidad de población era de 301,46 hab./km². De los 1.478 habitantes, Bruceton estaba compuesto por el 94.05% blancos, el 2.98% eran afroamericanos, el 0.34% eran amerindios, el 0.07% eran asiáticos, el 0.07% eran isleños del Pacífico, el 1.01% eran de otras razas y el 1.49% pertenecían a dos o más razas. Del total de la población el 2.57% eran hispanos o latinos de cualquier raza.